# Angern
Pour les articles homonymes, voir Angern (homonymie).
Angern est une commune d'Allemagne située dans l'arrondissement de la Börde en Saxe-Anhalt. Elle comprend, outre Angern, les villages de Bertingen, Mahlwinkel, Wenddorf et Zibberick.

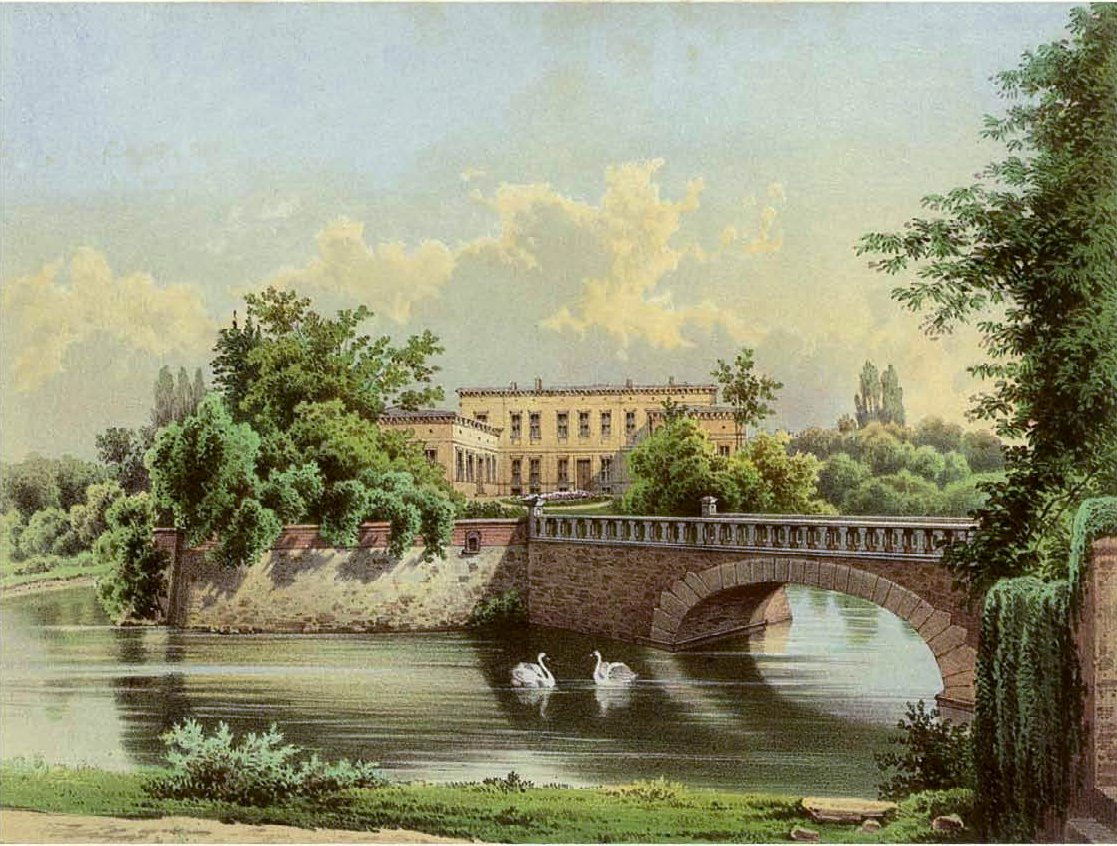
Palace Angern around 1860, Edition by Alexander Duncker

## Architecture
- Le château d'Angern, appartenant à la famille von der Schulenburg

## Personnalités liées à la ville
- Friedrich von der Schulenburg (1769-1831), homme politique né à Angern.
- Edo Friedrich von der Schulenburg (1816-1904), homme politique né et mort à Angern.
- Fritz von der Schulenburg (1843-1921), homme politique né et mort à Angern.